# Barbaria

La costa del norte del Mar Rojo, conocida como Barbaria en el Periplo del Mar Eritreo.

Barbaria era el nombre usado por los antiguos griegos para una región a lo largo del noreste de África que contenía varias ciudades-estado. Eso dominaría el comercio en el Mar Rojo y el Océano Índico. El término árabe correspondiente, bilad al-Barbar (tierra de los Barbar), estaba en uso en la Edad Media.

## Etimología
La etimología exacta y los orígenes de Barbaria son inciertos. Se han propuesto varias teorías.
Una teoría es que el topónimo se origina en el griego barbaroi, que significa «balbuceadores», usado para referirse a los no griegos, es decir, personas que no hablaban griego; del sonido que los griegos pensaban que estaban haciendo: «bar bar bar bar...».
Otra teoría es que, según los primeros registros jeroglíficos, el topónimo puede haberse originado como un etnónimo de los antiguos puntitas como brbrta empleado por los antiguos egipcios.
El nombre de Barbaria se conserva hoy en el nombre de la ciudad somalí de Berbera, la ciudad conocida por los griegos como Malao. También se conserva en la ciudad comercial de Berber, en Sudán.

## Geografía
Según el Periplo del mar Eritreo, un diario de viaje del siglo I escrito por un comerciante griego con sede en Alejandría, Barbaria se extendía desde la frontera de Egipto al sur de Berenice Troglodytica hasta justo al norte de Ptolemais Theron. Desde allí hasta Bab-el-Mandeb fue el reino gobernado por Zoskales (posiblemente Axum), por lo que el "resto de Barbaria" se extendió a Opone. Esta segunda Barbaria fue la ubicación de los llamados puertos del "lado lejano". En la Geografía de Ptolomeo (siglo II), se dice que Barbaria se extiende aún más, tan al sur como Zanzíbar, aunque la tierra al sur de Opone se llama Azania en el Periplo.
Las ciudades de Barbaria de Nikon, Malao, Damo y Mosylon prosperaron a lo largo del Océano Índico de la costa somalí en la antigüedad; los nombres de estas áreas urbanas y sus alrededores se incluyeron en el Periplo del mar Eritreo.
Las costas del norte de Somalia estaban en su mayor parte niveladas y desoladas, y más allá de los campos ribereños, había montañas completamente secas y un enorme nivel interior. Muchos tipos diferentes de árboles fragantes y coloridos se desarrollaron en forma silvestre en la zona rural.
El Monumentum Adulitanum, una inscripción bilingüe griego-ge'ez del siglo III de Adulis, describe cómo el rey de Axum «subyugó a los pueblos de Rauso que viven en medio de bárbaros recolectores de incienso entre grandes llanuras sin agua». En contexto, el término bárbaros debe referirse a los habitantes de la Barbaria de las fuentes griegas, lo que implica que es una tierra al sur del reino de Axum. La referencia al incienso sugiere que contiene la Tierra del Incienso mencionada más adelante en la misma inscripción, que es identificable con la Aromata de las fuentes griegas. Según Glen W. Bowersock, la antigua Barbaria puede identificarse con seguridad con Somalia.

## Estructura política
El Periplo afirma que Barbaria no fue gobernada por un gobernante individual, sino que cada puerto era administrado por un jefe. La gran mayoría de los asentamientos se encontraban en la costa, y cada ciudad portuaria tenía su propio carácter inconfundible: algunas no eran acogedoras para los romanos, otras sí y, en otras dependía de las condiciones y perspectivas de los lugareños.
El Periplo describió el método de gobierno de Barbaria como descentralizado y compuesto por una serie de ciudades-estado autónomas, estas ciudades-estado serían gobernadas por su respectivo jefe local o tyrannida. En algunas ciudades, los bereberes que vivían en ellas fueron descritos como muy rebeldes, una aparente referencia a su veta independiente. Mientras que otras ciudades portuarias como Malao, los nativos fueron descritos como pacíficos.

## Ciudades-mercado
Los puertos de la costa norte de Somalia, específicamente Mosylon, Mundus, Opone, Malao y Avalites, comercializaban productos básicos, por ejemplo, incienso, mirra y casia, que se traspasarían todos al dominio romano explícitamente en el Egipto romano. Los puertos somalíes también comerciarían con los puertos de Arabia del Sur. La costa somalí formó una sección del más amplio comercio de incienso junto al Sudeste Asiático, Asia Meridional y Arabia del Sur en el Mar Rojo. El incienso era muy requerido en la región mediterránea y en Europa, donde los productos se utilizarían constantemente con fines religiosos estrictos y para otros usos cotidianos, lo que ha convertido al incienso en un producto digno de mención en el comercio del Océano Índico.
Las ciudades-estado de Opone, Sarapion, Mundus y Mosylon ofrecieron un mercado a los productos que llegaban de todas partes del mundo antiguo. Mientras que a los nabateos del norte de Arabia se les impidió intercambiar con la India, los somalíes con sede en sus ciudades-estado continuaron con su intercambio con la India durante un período de tiempo considerable.
El puerto de Avalites exportaría artículos, como especias, marfil y pequeñas cantidades de mirra. Se suponía que la mirra en Avalites era de una calidad más aceptable que los descubiertos en otras partes del mundo antiguo en ese momento. El método utilizado para enviar estas mercancías vendría en forma de balsas navegadas por la gente de Avalites que luego serían vendidas al mundo romano.
El puerto de Malao tenía su centro en la ciudad actual de Berbera. Malao era conocida por comerciar con artículos como incienso, mirra y especias, que se enviaban a Arabia y al mundo romano.
La ciudad portuaria de Opone en la actual Hafun, situada en la península de Hafun, sería un punto focal de comercio para los comerciantes que llegaban de Fenicia, Egipto, Grecia, Persia, Yemen, Nabatea y los dominios romanos. Entre los productos intercambiados en Opone se incluyen sedas, especias y otros bienes, y estaba en el centro del antiguo intercambio de canela.
Barbaria no tenía una autoridad central pero estaba gobernado por cacicazgos locales. Barbaria incluiría el lado africano de Bab el Mandeb, la orilla norte de Somalia directamente hacia el cabo Guardafui y un pequeño tramo al sur del cabo hacia Ras Hafun.